# La Motte-de-Galaure
La Motte-de-Galaure is een plaats en voormalige gemeente in het Franse departement Drôme in de regio Auvergne-Rhône-Alpes en telt 543 inwoners (1999). 
De plaats maakt deel uit van het arrondissement Valence.

## Geschiedenis
De gemeente fuseerde op 1 januari 2022 met Mureils tot de commune nouvelle Saint-Jean-de-Galaure, waarvan La Motte-de-Galaure de hoofdplaats werd.

## Geografie
De oppervlakte van La Motte-de-Galaure bedraagt 7,7 km², de bevolkingsdichtheid is 70,5 inwoners per km². De plaats ligt aan de Galaure.
De onderstaande kaart toont de ligging van La Motte-de-Galaure met de belangrijkste infrastructuur en aangrenzende gemeenten.

## Demografie
Onderstaande figuur toont het verloop van het inwonertal.

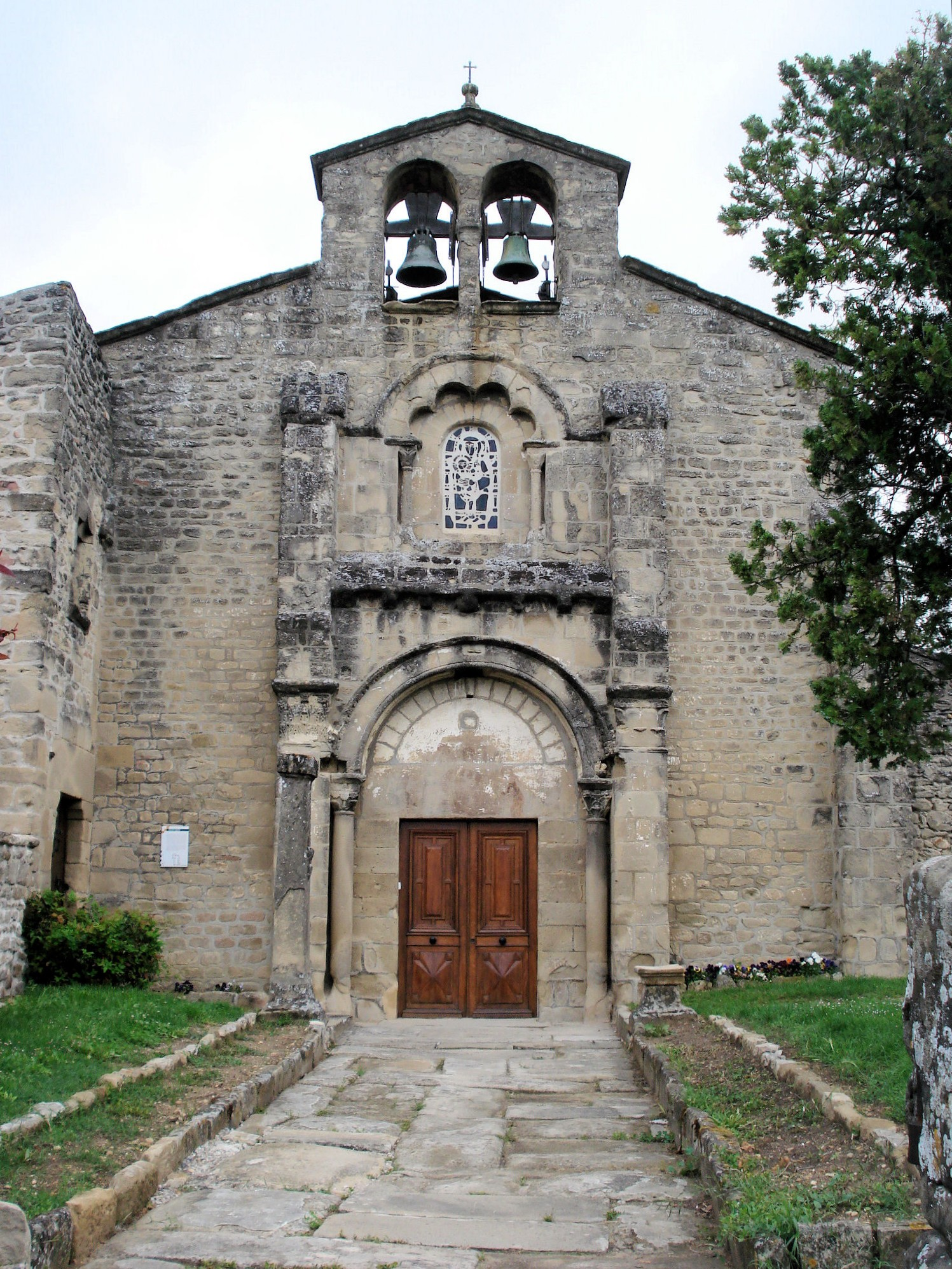
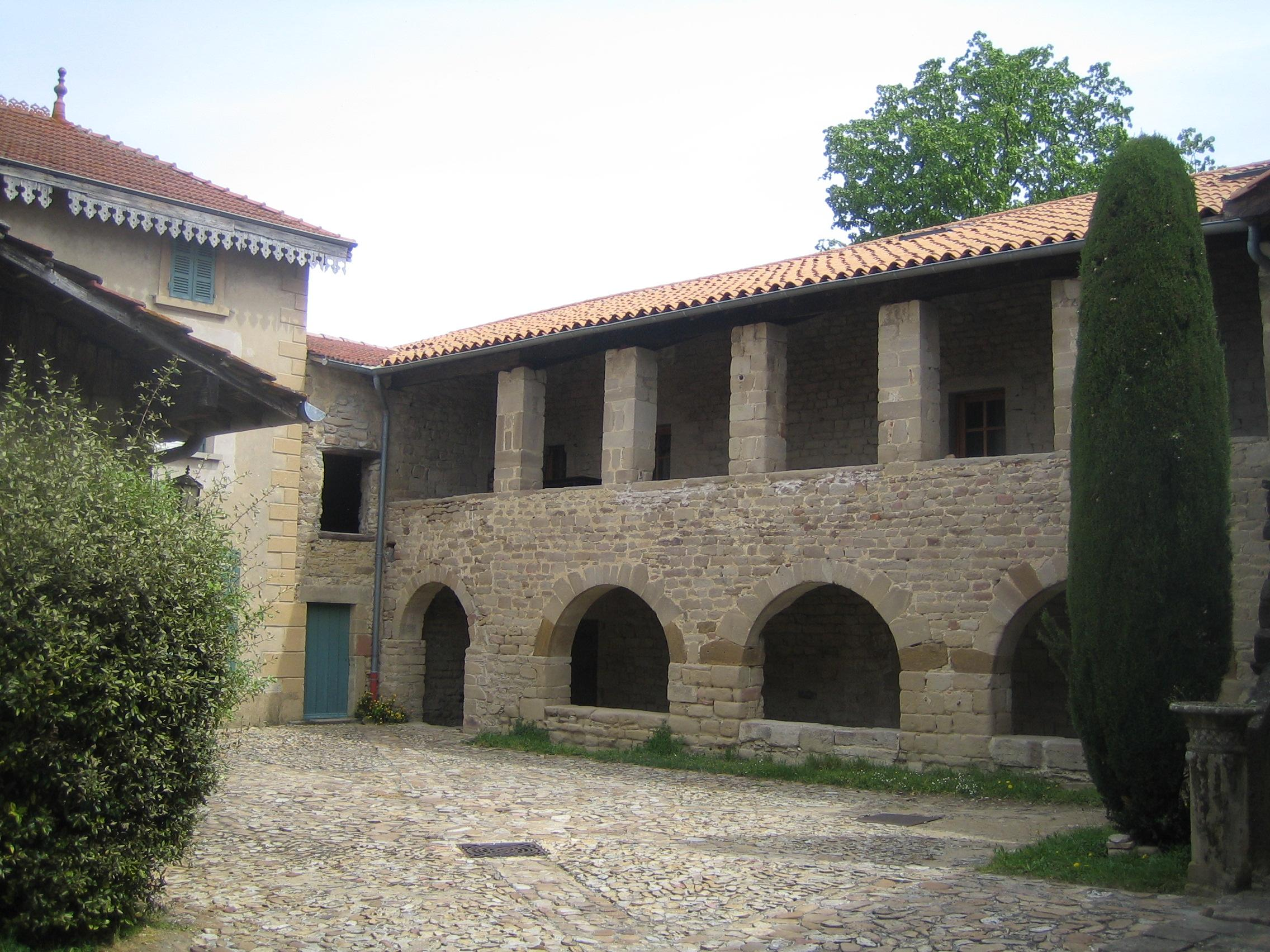